# Операция «Дунайский эльф»
Операция «Дунайский эльф» (нем. Unternehmen Donau Elf, серб. Операција Дунавски Вилењак) — операция кригсмарине, предпринятая в сентябре 1944 года и заключавшаяся в затоплении более 200 барж, патрульных и санитарных кораблей Дунайской флотилии кригсмарине с целью недопущения дальнейшего продвижения советских войск. Несмотря на то, что флот был затоплен, стратегических целей немцы не достигли.

## Предыстория
Летом 1944 года после Ясско-Кишинёвской операции советские войска вытеснили немцев из Молдавии, вошли на территорию Румынии и вынудили румынов разорвать союз с Германией и объявить той войну (от власти был отстранён маршал Ион Антонеску). Немецкие части кригсмарине, находившиеся на Дунае и участвовавшие в боевых действиях в Чёрном море, оказались в критическом положении, и командир Дунайской флотилии кригсмарине, контр-адмирал Пауль-Вилли Зиб (нем. Paul Willi Zieb) приказал немедленно подготовить войска к отступлению.
На южном побережье Дуная боевая боевая группа вермахта «R» столкнулась против румынских войск в лице 92-й моторизованной гренадерской бригады В ходе попытки прорыва часть немецкого флота под командованием контр-адмирала Пауля Зиба понесла огромные потери: сотни человек личного состава были убиты в боях против румын близ Чернаводэ (потеряно 12 кораблей) и Калафата (потеряно 22 корабля). Максимальной точкой продвижения стало сербское село Прахово, подконтрольное немцам, куда флот добрался 1 сентября. 5 сентября передовые части кригсмарине были подвергнуты обстрелу румынской артиллерии близ ущелья Железные Ворота и остановили продвижение.

## Ход операции
Тем временем советские войска вышли к Дунаю и приступили к его форсированию. Немецкое командование в лице контр-адмирала Зиба, узнав об этом, 25 августа немедленно отдало приказ готовиться к затоплению кораблей, признав, что флот не спасти. Немцы пытались не позволить русским продвинуться дальше и тем более использовать для дальнейших целей трофейные суда кригсмарине. 7 сентября в порту Прахово, а также 14 и в ночь с 16 на 17 сентября у Брзы-Паланки ко дну было пущено, по разным данным, от 215 до 220 кораблей Дунайской флотилии.
В трюмах затопленных кораблей находились военная техника, боеприпасы и материальные ценности, захваченные немецкими войсками в СССР. В результате затопления целый участок Дуная стал непригодным для судоходства, поскольку русло реки было слишком сильно перекрыто. По некоторым данным, на госпитальном судне «Бамберг» были раненые, которых немцы оставили умирать; официальные же источники утверждают, что весь гражданский персонал был эвакуирован.

## Итоги
8 сентября местечко Прахово заняли советские войска. На продвижение советских войск немецкие усилия не повлияли никак, а часть кораблей была поднята после войны и вошла в состав речной флотилии ВМС Югославии. Тем не менее, из-за перекрытия русла Дуная экологическая обстановка серьёзно ухудшилась.
В 2011 году после снижения уровня воды в Дунае над водой появились несколько остовов затопленных кораблей. Власти Сербии пытаются решить вопрос о поднятии остовов кораблей со дна Дуная и об обеспечении безопасного судоходства, поскольку на дне ещё лежат неразорвавшиеся снаряды.